# Csodálatos Júlia
A Csodálatos Júlia (eredeti címe: Being Julia) 2004-es kanadai-magyar romantikus filmvígjáték, melyet Szabó István rendezett. A főbb szerepekben Annette Bening és Jeremy Irons látható. 
2004. szeptember 3-án mutatták be a Telluride Filmfesztiválon az Egyesült Államokban. Magyarországon 2004. november 11-től vetítették a mozikban.
A Csodálatos Júlia egy Golden Globe-díjat nyert Annette Bening színészi alakításáért.

## Cselekmény
1938-ban Londonban a rendkívül sikeres és népszerű színésznő, Julia Lambert középkorához közeledve egyre inkább kiábrándul a karrierjéből, ami arra készteti, hogy megkérje férjét, a rendező Michael Gosselynt és pénzügyi támogatóját, Dolly de Vries-t, hogy zárja be a jelenlegi produkcióját, hogy legyen ideje külföldi utazásra. Ők rábeszélik, hogy maradjon a darabbal a nyár folyamán. A háttérben mindig ott lebeg és tanácsot ad mentora, Jimmie Langton szelleme, a színházi menedzser, aki Juliát elindította és sztárrá tette. Julia bevallja Evie-nek, a szobalányának, hogy legszívesebben visszavonulna, hogy ne egyen több salátát, és annyi sört igyon, amennyit csak akar.
Michael bemutatja őt Tom Fennelnek, egy vállalkozó szellemű amerikainak, aki bevallja, hogy nagyra értékeli a munkáját. Bár szereti a férjét, Juliának hiányzik az egykori szenvedély, és alig várja, hogy betöltse azt az űrt, amit egykori szeretője, Lord Charles hagyott benne, aki nemrég szakított vele. Julia szenvedélyes viszonyba kezd a fiatalemberrel, és támogatni kezdi, hogy a férfi élvezhesse azt a csillogó életstílust, amelybe ő vezette be. Kapcsolatuk újjáéleszti őt, és határozott változást indít el a személyiségében.
Michael azt javasolja, hogy hívják meg Tomot, hogy töltsön időt a vidéki birtokukon, ahol jobban megismerkedhet a fiukkal, Rogerrel, aki alig fiatalabb náluk. Egy ottani partin Tom megismerkedik Avice Crichton feltörekvő színésznővel, és amikor Julia látja, hogy a férfi flörtöl a csinos fiatal nővel, féltékeny és ideges lesz, és dühösen szembeszáll vele. Lassan kiderül, hogy a férfi egy érzéketlen, társasági életet járó, aranyásó gigoló, de Julia vonakodik véget vetni a viszonynak.
Avice, aki most már romantikus viszonyban van Tommal, megkéri, hogy vigye el Juliát az egyik előadására, abban a reményben, hogy a színésznő ráveszi a férjét, hogy mellékszerepet adjon neki Julia készülő projektjében. A darab borzalmas, és Avice sem sokkal jobb. A színfalak mögött Julia megdicséri még rosszabb színésztársát, és alig vesz tudomást Avice-ról, bár megígéri, hogy mesél Michaelnek róla. Utána kényszeríti Tomot, hogy vallja be, hogy szereti Avice-t, és a szíve szakad meg, amikor a férfi ezt megteszi, majd azt mondja Juliának, hogy "kedveli" őt. Úgy tesz, mintha kegyes lenne, amikor a viszonyuk véget ér, és biztosítja a férfit, hogy ragaszkodni fog hozzá, hogy a következő darabjában szerepeltesse a Avice-t.
Amikor Julia előadása az aktuális darabban kezd szenvedni személyes elégedetlensége miatt, Michael bezárja a produkciót, ezért Julia meglátogatja édesanyját és Carrie nénikéjét Jerseyben, ahol Lord Charles is meglátogatja. Julia romantikus randevút javasol, mire a férfi finoman közli vele, hogy meleg, de közeli barátok maradnak. Eközben Londonban Avice meghallgatásra megy Michaelhez, és fontos szerephez jut.
Julia hazatér, hogy elkezdje az új darab próbáit. Nem sokkal később a fiától megtudja, hogy Avice volt Michael egyik alkalmi nője. Mégis szokatlanul gondoskodó a lány iránt, olyan javaslatokat tesz, amelyek reflektorfénybe helyezik őt, és ragaszkodik ahhoz, hogy saját ruhatára szürke legyen, hogy Avice csilloghasson.
A premier estéjén Julia megvárja a döntő jelenetet, amelyben csak ő és Avice szerepelnek, majd eldobja szürke ruhatárát, és extravagáns öltözékben jelenik meg a színpadon. A színpadon rögtönzi a szövegét és a mozdulatait, összezavarva és zavarba hozva Avice-t, aki hamarosan rájön, hogy ez Julia szándéka, és gyorsan magához tér, sőt, még a közönség nevetését és tapsát is elnyeri. Julia ezután egy drámai, komikus beszédet improvizál, amelyben karaktere szembesíti Avice-t azzal, hogy mind "Bennel" (Tom), mind "Sir Phillippel" (Michael) viszonyt folytat, majd azt követeli, hogy válasszon közülük. Avice megdöbbenve, sírva és legyőzötten marad a színpadon, miközben Julia diadalmasan fejezi be monológját, és lelkes taps közepette hagyja el a színpadot.
Ezután Michael szembesíti Juliát, és elmondja neki, hogy csodálatos volt. Boldogan megölelik egymást. Michael ezután meglátogatja Avice-t, aki az öltözőjében dührohamot kap. Michael közli vele, hogy Julia rögtönzését hozzá fogják hozzáadni a darabhoz, majd emlékezteti, hogy épp most írt alá egy szerződést több hetes előadásra. Tom, akit Avice sikoltozása nyugtalanít, csendben kisurran. Julia ahelyett, hogy részt venne a premier előtti partin, kedvenc éttermébe megy, kijelenti, hogy "egészen egyedül" akar vacsorázni, és vidáman élvez egy pohár sört.

## Szereplők
| Szerep                 | Színész          | Magyar hangja   |
| ---------------------- | ---------------- | --------------- |
| Júlia Lambert          | Annette Bening   | Bánsági Ildikó  |
| Michael Gosselyn       | Jeremy Irons     | Szakácsi Sándor |
| Lord Charles           | Bruce Greenwood  | Fodor Tamás     |
| Dolly de Vries         | Miriam Margolyes | Molnár Piroska  |
| Evie                   | Juliet Stevenson | Kiss Mari       |
| Tom Fennel             | Shaun Evans      | Kaszás Attila   |
| Avice Crichton         | Lucy Punch       | Ónodi Eszter    |
| Roger Gosselyn         | Tom Sturridge    | Simonyi Balázs  |
| Walter Gibbs           | Maury Chaykin    | Kristóf Tibor   |
| Grace Dexter           | Sheila McCarthy  | Dallos Szilvia  |
| Júlia anyja            | Rosemary Harris  | Dallos Szilvia  |
| Carrie néni            | Rita Tushingham  | Várnagy Katalin |
| Archie Dexter          | Leigh Lawson     | Barbinek Péter  |
| Mr. Turnbull           | Julian Richings  | Rudas István    |
| Jimmie Langton         | Michael Gambon   | Szilágyi Tibor  |
| Mr Gosselyn titkárnője | Kiss Mari        | saját hangján   |
| ügyelő                 | Max Irons        | Bódy Gergely    |
| Rupert                 | Michael Culkin   | Kardos Gábor    |
| Florence               | Marsha Fitzalan  | Csere Ágnes     |
| súgó                   | Komlós István    | saját hangján   |
| Antoine, a főúr        | George Lang      | Kardos Gábor    |

További magyar hangok: Bokor Ildikó, Gyurity István, Holl János, Jáki Béla, Koroknay Simon Eszter, Szilvássy Annamária

## Fogadtatás
A film általánosságban kedvező kritikát kapott. A Rotten Tomatoeson 77%-os minősítést ért el 124 értékelés alapján, az összefoglaló szerint: „Annette Bening lebilincselő alakítást nyújt a Csodálatos Júlia című igényes vígjátékban, amely egy 1930-as évekbeli színpadi dívát követ, aki 40 évesen identitásválságba kerül.” Andrew Sarris az Observertől azt írta: „Élvezettel néztem Bening asszonyt közel csúcsformában, és szerintem önök is élvezni fogják.” Terry Lawson a Detroit Free Presstől azt írta: „Semmit sem tesz Szabó jó hírnevének helyreállításáért, de sokat javít Bening megbecsülésén.” Roger Ebert úgy nyilatkozott: „A maga módján tetszett a film, amíg vidáman hömpölygött, de a vége cserbenhagyott.”
A MetaCriticen 65 pontot ért el a 100-ból 38 vélemény alapján. Jamie Bernard a The Daily Newstól azt írta: „Ez egy virtuális klipforgatás a nagyszerűen komikus pillanatokból, amelyek emlékeztetnek minket arra, hogy mire képes egy jó színésznő, ha kevés a szerep.” Stina Chyn a Film Threattől azt írta: „Szabó készíthetett volna hagyományos melodrámát is... A rendező alternatív utat választ, és egy komédiával megspékelt drámát kínál a nézőknek.”
A Box Office Mojo szerint a Csodálatos Júlia 14 millió dollár bevételt szerzett, a költségvetésről nem volt elérhető adat.

## Nézettség
A nézettségi adatok szerint 153 143 jegyet adtak el rá Magyarországon.

## Fontosabb díjak és jelölések
| Esemény                      | Díj                     | Kategória                                         | Eredmény |
| ---------------------------- | ----------------------- | ------------------------------------------------- | -------- |
| Európai Filmdíjak 2004       | Európai Filmdíj         | Legjobb operatőr                                  | Jelölve  |
| Európai Filmdíjak 2005       | Európai Filmdíj         | Legjobb rendező                                   | Jelölve  |
| 62. Golden Globe-gála        | Golden Globe-díj        | Legjobb női főszereplő: Annette Bening            | Elnyerte |
| 2005-ös Goya-díjátadó        | Goya-díj                | Legjobb európai film                              | Jelölve  |
| 77. Oscar-gála               | Oscar-díj               | Legjobb női főszereplő: Annette Bening            | Jelölve  |
| 11. Screen Actors Guild-gála | Screen Actors Guild-díj | Legjobb női főszereplő (mozifilm): Annette Bening | Jelölve  |